# Idioma bengalí
El bengalí (বাংলা, banglaⓘ), es una lengua indoaria y lingua franca de la región de Bengala, en subcontinente indio. Es la lengua más hablada de Bangladés y la segunda más hablada de las 22 lenguas oficiales de la India, después del hindi. Con aproximadamente 228 millones de hablantes nativos y otros 37 millones como segunda lengua, el bengalí es la sexta lengua nativa más hablada y la séptima por número total de hablantes en el mundo.
El bengalí es el idioma oficial y nacional de Bangladés, y el 98 % de los bangladesíes lo utilizan como primera lengua. En la India, el bengalí es la lengua oficial de los estados de Bengala Occidental, Tripura y la región del valle de Barak del estado de Assam. Es la lengua más hablada en las Islas Andamán y Nicobar, así como en el golfo de Bengala, y la hablan poblaciones importantes de otros estados como Arunachal Pradesh, Delhi, Chhattisgarh, Jharkhand, Meghalaya, Mizoram, Nagaland y Uttarakhand. El bengalí también lo hablan las importantes comunidades de la diáspora bengalí mundial (diáspora bangladesí y bengalíes indios) en Pakistán, Reino Unido, Estados Unidos y Medio Oriente.
El bengalí se ha desarrollado a lo largo de más de 1300 años. La literatura bengalí, con una historia literaria milenaria, se desarrolló ampliamente durante el Renacimiento bengalí y es una de las tradiciones literarias más prolíficas y diversas de Asia. El movimiento por la Lengua Bengalí de 1948 a 1956, que exigía que el bengalí fuera una lengua oficial de Pakistán, fomentó el nacionalismo bengalí en Bengala Oriental, lo que condujo a la aparición de Bangladés en 1971. En 1999, la UNESCO reconoció el 21 de febrero como Día Internacional de la Lengua Materna en reconocimiento a este movimiento lingüístico.

## Etimología
El primer nombre nativo del bengalí fue Gauda-bhasa en el siglo XVI. En el siglo XIX Vanga-bhasa o Bangala-bhasa. Actualmente se conoce como Bangla-bhasa.

## Historia

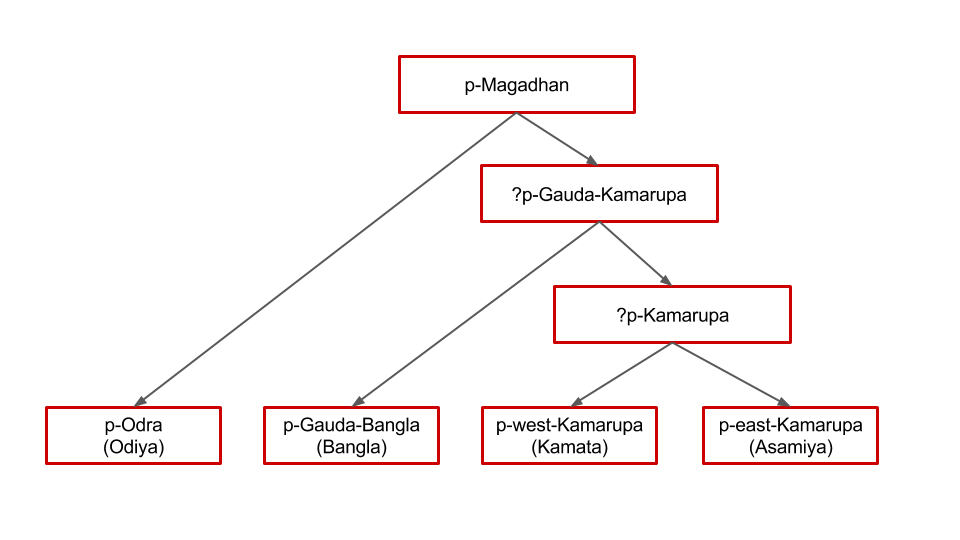
La descendencia del proto-Gauda, el ancestro de la lengua bengalí moderna, de la línea proto-Gauda-Kamarupa del proto-Magadhan(Magadhi Prakrit).

### Antigua
Aunque el sánscrito era practicado por los brahmanes hindúes en Bengala desde el I milenio a. C., la población local budista hablaba en algunas variedades de las lenguas prakritas. Estas variedades se denominan generalmente "Magadhi Prakrit oriental", como acuñó el lingüista Suniti Kumar Chatterji, ya que los dialectos indoarios medios tuvieron influencia en el primer milenio, cuando Bengala formaba parte del reino magadán. Las variedades locales no tenían estatus oficial durante el Imperio Gupta y, al convertirse Bengala cada vez más en un centro de literatura sánscrita para los sacerdotes hindúes, la lengua vernácula de Bengala recibió mucha influencia del sánscrito. El Magadhi Prakrit también se hablaba en las actuales Bihar y Assam, y esta lengua vernácula acabó evolucionando hacia el Ardha Magadhi. El Ardha Magadhi empezó a dar paso a lo que se conoce como Apabhraṃśa, a finales del primer milenio. La lengua bengalí evolucionó como una lengua distinta con el paso del tiempo.

### Temprana
Aunque algunos afirman que algunos textos del siglo X estaban en bengalí, no se sabe con certeza si representan una lengua diferenciada o si representan una etapa en la que las lenguas indoarias orientales se estaban diferenciando. El apabhraṃśa local del subcontinente oriental, el purbi apabhraṃśa o abahatta ("sonidos sin sentido"), acabó evolucionando hasta convertirse en dialectos regionales, que a su vez formaron tres grupos de lenguas bengalí-asamesas, las lenguas bihari y la lengua oriya. Algunos sostienen que los puntos de divergencia se produjeron mucho antes, remontándose incluso al año 500 de la era cristiana, pero la lengua no era estática: las distintas variedades coexistían y los autores solían escribir en múltiples dialectos en este periodo. Por ejemplo, se cree que el ardhamagadhi evolucionó hacia el siglo VI hasta convertirse en el abahatta, que compitió con el ancestro del bengalí durante algún tiempo. El protobengalí fue la lengua del Imperio Pala y de la dinastía Sena.

### Medieval

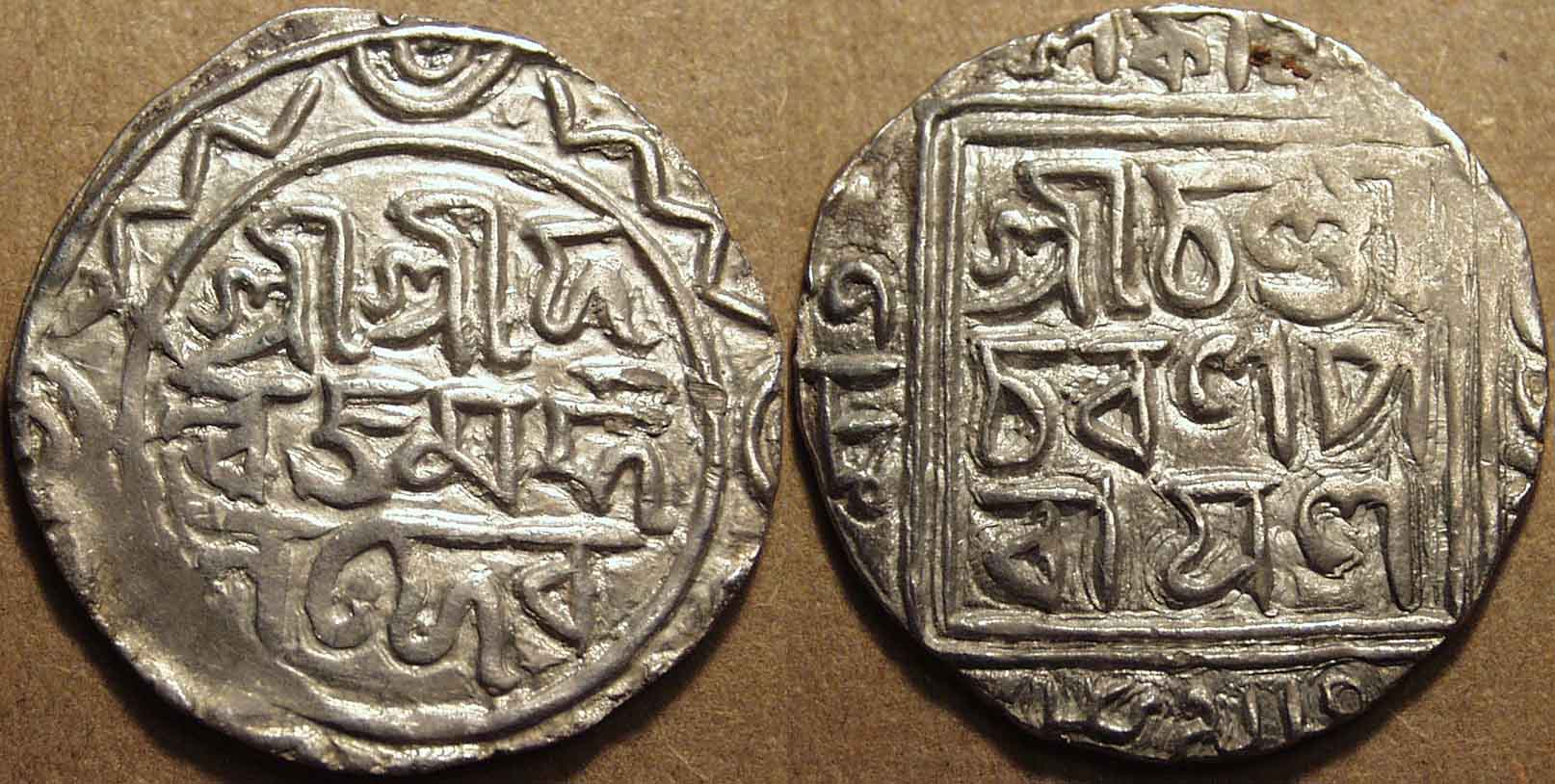
Taka de plata del sultanato de Bengala, hacia 1417

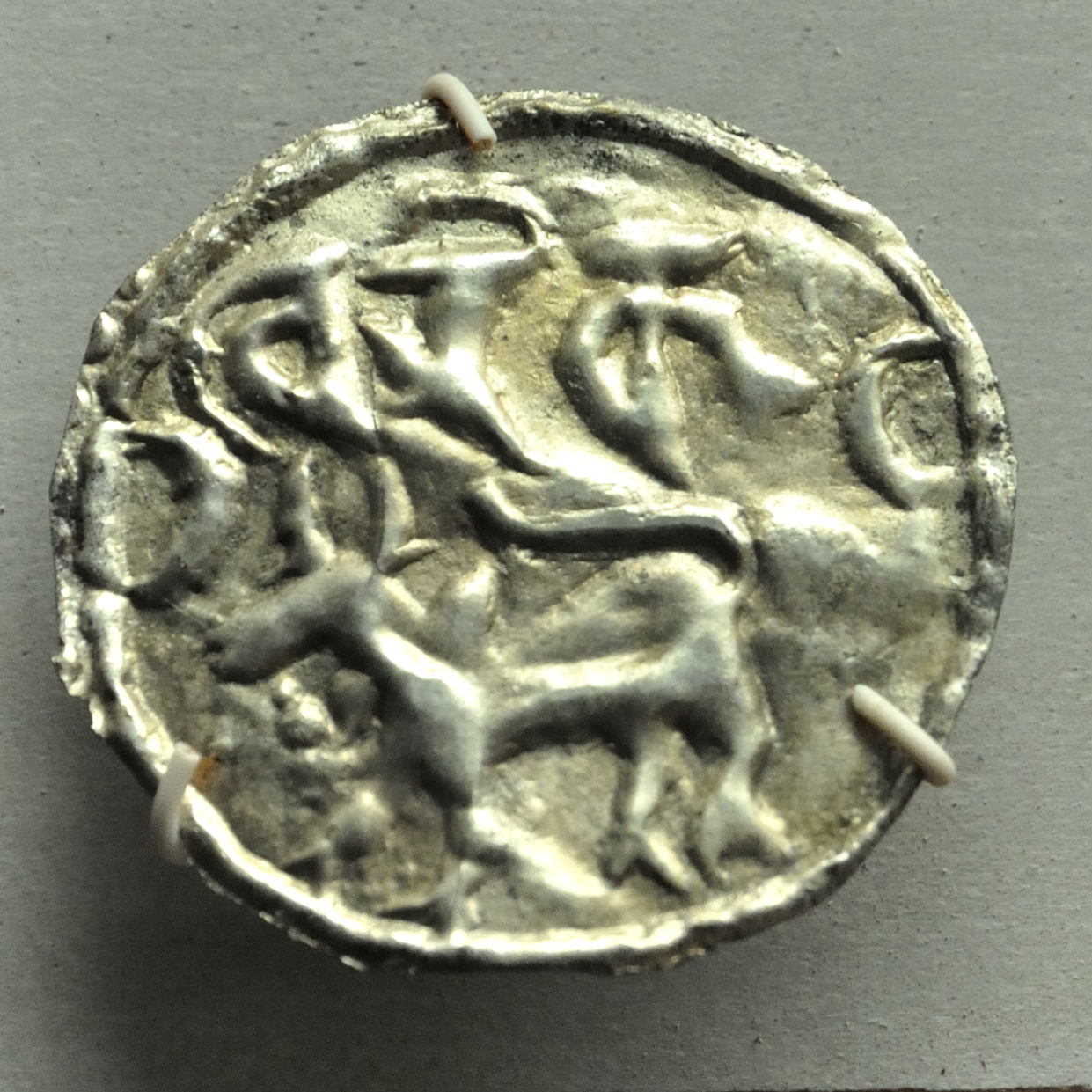
Moneda de plata con escritura protobengalí, Reino de Harikela, alrededor del -

Durante el periodo medieval, el bengalí medio se caracterizó por la elisión de la অ ô final de las palabras, la difusión de los verbos compuestos y la influencia de las lenguas árabe, persa y turca. La llegada de mercaderes y comerciantes de Medio Oriente y el Turquestán al imperio budista de Pala, desde el siglo VII, dio lugar a la influencia islámica en la región. A partir de la conquista de Bajtiiar Jalyi en el siglo XIII, las posteriores expediciones musulmanas a Bengala fomentaron en gran medida los movimientos migratorios de musulmanes árabes y turco-persas, que influyeron mucho en la lengua vernácula local al establecerse entre la población nativa. El bengalí adquirió importancia, por encima del persa, en la corte de los sultanes de Bengala con el ascenso de Jalaluddin Muhammad Shah. Los posteriores gobernantes musulmanes promovieron activamente el desarrollo literario del bengalí, permitiendo que se convirtiera en la lengua vernácula más hablada del sultanato. El bengalí adquirió muchos vocablos del árabe y el persa, que cultivaron una manifestación de la cultura islámica en la lengua. Entre los principales textos del bengalí medio (1400-1800) se encuentran Yusuf-Zulekha, de Shah Muhammad Sagir, y Shreekrishna Kirtana, de los poetas Chandidas. El apoyo de la corte a la cultura y la lengua bengalíes disminuyó cuando el imperio mogol colonizó Bengala a finales del siglo XVI y principios del XVII.

### Moderno
La forma literaria moderna del bengalí se desarrolló durante el siglo XIX y principios del XX a partir del dialecto hablado en la región de Nadia, un dialecto bengalí del centro-oeste. El bengalí presenta un fuerte caso de diglosia, ya que la forma literaria y estándar difiere mucho del habla coloquial de las regiones que se identifican con la lengua. El vocabulario bengalí moderno contiene la base de vocabulario del Magadhi Prakrit y del Pali, también tatsamas y représtamos del sánscrito y otros préstamos importantes del persa, el árabe, las lenguas austroasiáticas y otras lenguas en contacto.
Durante este periodo, había dos formas principales de bengalí escrito:
- চলিতভাষা Chôlitôbhasha; forma coloquial del bengalí que utiliza inflexiones simplificadas
- সাধুভাষা Sadhubhasha; forma sánscrita del bengalí.[30]

En 1948, el Gobierno de Pakistán intentó imponer el urdu como única lengua estatal en Pakistán, iniciando el movimiento de la lengua bengalí. El Movimiento por la Lengua Bengalí fue un movimiento etnolingüístico popular en la antigua Bengala Oriental (hoy Bangladés), resultado de la fuerte conciencia lingüística de los bengalíes para conseguir y proteger el reconocimiento del bengalí hablado y escrito como lengua estatal del entonces Dominio de Pakistán. El 21 de febrero de 1952, cinco estudiantes y activistas políticos fueron asesinados durante las protestas cerca del campus de la Universidad de Daca. En 1956, el bengalí se convirtió en lengua estatal de Pakistán. Desde entonces, este día se observa como el Día del Movimiento Lingüístico en Bangladés y también se conmemora como el Día Internacional de la Lengua Materna por la UNESCO cada año desde 2000.
En 2010, el parlamento de Bangladés y la asamblea legislativa de Bengala Occidental propusieron que el bengalí se convirtiera en lengua oficial de la ONU, aunque no se tomaron más medidas al respecto.

## Descripción lingüística

### Fonología
El inventario fonético del bengalí estándar consta de 29 consonantes y 7 vocales, incluyendo 6 vocales nasalizadas. El bengalí es conocido por su amplia variedad de diptongos, combinaciones de vocales que ocurren dentro de la misma sílaba.

### Sistema de escritura
El escrito bengalí es un sistema abugida de escritura que pertenece a la familia brahmica de alfabetos que son asociados con los idiomas bangla, asamés, bishnupriya manipuri, manipuri y sylheto. Derivó del antiguo alfabeto nagari.
Aunque es muy similar al devanagari, es menos estructurado en bloques y presenta formas más sinuosas. El alfabeto bengalí moderno fue formalizado en 1778 cuando Charles Wilkins por primera vez creó una composición tipográfica.
Texto bengalí de Jôno Gôno Môno:
জনগণমন-অধিনায়ক জয় হে ভারতভাগ্যবিধাতা!

পঞ্জাব সিন্ধু গুজরাট মরাঠা দ্রাবিড় উত্কল বঙ্গ

বিন্ধ্য হিমাচল যমুনা গঙ্গা উচ্ছলজলধিতরঙ্গ

তব শুভ নামে জাগে, তব শুভ আশিস মাগে,

গাহে তব জয়গাথা।

জনগণমঙ্গলদায়ক জয় হে ভারতভাগ্যবিধাতা!

জয় হে, জয় হে, জয় হে, জয় জয় জয়, জয় হে॥
জনগণমন-অধিনায়ক জয় হে ভারতভাগ্যবিধাতা!

## Vocabulario

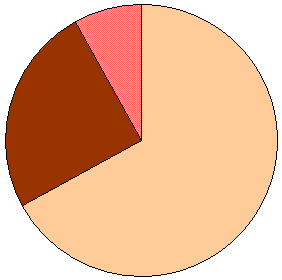
Fuentes de palabras literarias modernas en bengalí
67 % nativas
25 % préstamos sánscritos
8 % préstamos autóctonos y extranjeros

El bengalí tiene hasta 100 000 palabras distintas, de las cuales 50 000 se consideran tadbhavas, 21 100 son tatsamas y el resto son préstamos del austroasiático y otras lenguas extranjeras.
Sin embargo, estas cifras no tienen en cuenta la gran proporción de palabras arcaicas o muy técnicas que se utilizan muy poco. Además, los distintos dialectos utilizan más vocabulario persa y árabe, sobre todo en distintas zonas de Bangladés y en las zonas de mayoría musulmana de Bengala Occidental. Los hindúes, por su parte, utilizan más vocabulario sánscrito que los musulmanes. Mientras que el bengalí estándar se basa en el dialecto nadia que se habla en los estados de mayoría hindú de Bengala Occidental y en partes de la división de mayoría musulmana de khulna en Bangladés, alrededor del 90 % de los bengalíes de Bangladés (unos 148 millones) y el 27 % de los bengalíes de Bengala Occidental y el 10 % de los de Assam (unos 36 millones) son musulmanes y hablan una versión más "persio-arabizada" del bengalí en lugar del dialecto nadia estándar, más influenciado por el sánscrito. De hecho, el vocabulario productivo utilizado en las obras literarias modernas está compuesto mayoritariamente (67 %) por tadbhavas, mientras que los tatsamas solo representan el 25 % del total. Los préstamos de lenguas no índicas representan el 8% restante del vocabulario utilizado en la literatura bengalí moderna.
Según Suniti Kumar Chatterji, los diccionarios de principios del siglo XX atribuían alrededor del 50 % del vocabulario bengalí a palabras nativas (es decir, palabras prakritas modificadas naturalmente, formas corruptas de palabras arias y lenguas no indoeuropeas). Alrededor del 45 % de las palabras bengalíes son sánscritas no modificadas, y las restantes proceden de lenguas extranjeras. En este último grupo predomina el persa, que también es la fuente de algunas formas gramaticales. Estudios más recientes sugieren que el uso de palabras nativas y extranjeras ha ido aumentando, sobre todo por la preferencia de los hablantes de bengalí por el estilo coloquial. Debido a los siglos de contacto con los europeos, los pueblos túrquicos y los persas, el bengalí ha absorbido numerosas palabras de lenguas extranjeras, a menudo integrando totalmente estos préstamos en el vocabulario principal.
Los préstamos más comunes de las lenguas extranjeras proceden de tres tipos de contacto diferentes. Tras un estrecho contacto con varias lenguas indígenas austroasiáticas, y posteriormente la invasión mogol, cuya lengua de la corte era el persa, numerosas palabras chagatas, árabes y persas fueron absorbidas en el léxico.
Más tarde, los viajeros de Asia oriental y últimamente el colonialismo europeo trajeron palabras del portugués, el francés, el neerlandés y, sobre todo, el inglés durante el periodo colonial.